# Preßburger Metzen
Der Preßburger Metzen, auch als Kila bezeichnet, war ein Volumenmaß für trockene Waren in Ungarn. Er löste den Ofener Metzen ab.
Der Preßburger Metzen änderte seine Größe mehrfach. Nach dem Reichstagsbeschluss von 1715 hatte er 75 Halbe (Preßburger) oder Icze. Bei diesen Verhältnissen waren die Maße bei 75 Halbe mit gesamt 62,5181 Liter oder 3151,69 Pariser Kubikzoll im allgemeinen Handelsverkehr.
Ein Gesetz von 1807 legte dann 64 Halbe (Preßburger) für den Preßburger Metzen fest. Die Icze/Halbe rechnete man mit 42,0225 Pariser Kubikzoll oder 0,8335746 Liter im Jahr 1813, also mit 53,34 Liter. Leichte Abweichungen waren möglich.
In dem Gebiet der Karlstädter Grenze und hatte die Größe von 2/3 des Pressburger Metzens das Maß Kuplenik. Ein Kuplenik mit 1829,26 Pariser Kubikzoll hatte 36,2858 Liter.
- 1 Preßburger Metzen = 2 Veka = 2744,666 Pariser Kubikzoll = 54,4442 Liter[2]
- ½ Preßburger Metzen = 1 Tyrnauer Metzen = 32 Halbe (Preßburger)
- 1 ½ Preßburger Metzen = 1 Skalitzer Metzen = 96 Halbe (Preßburger)

Im ungarischen Komitat Neutra konnte man eine Fläche von einem Okruch mit 8 Preßburger Metzen bestellen.